# Мајенбург
Мајенбург (њем. Meyenburg) град је у њемачкој савезној држави Бранденбург. Једно је од 26 општинских средишта округа Пригниц. Према процјени из 2010. у граду је живјело 2.403 становника. Посједује регионалну шифру (AGS) 12070280.

## Географски и демографски подаци
Мајенбург се налази у савезној држави Бранденбург у округу Пригниц. Град се налази на надморској висини од 82 метра. Површина општине износи 50,6 km². У самом граду је, према процјени из 2010. године, живјело 2.403 становника. Просјечна густина становништва износи 47 становника/km².